# Lastno ime
Lastna imena so poimenovanja posameznih bitij (tudi živali), zemljepisnih in stvarnih danosti. Pišejo se z veliko začetnico. Lahko so enodelna (in sicer eno- ali večbesedna: Svarun, Tone, Ljubljana, Hlapci – Orlovo pero, Škofja Loka, Veliki briljantni valček) ali pa večdelna (ta sestojijo iz enega ali več imen in enega ali več priimkov, lahko tudi še iz vzdevka ipd.): Ivan Cankar, Aleksander Veliki,  Anton Tomaž Linhart, Zofka Kveder - Jelovšek, Fran Maselj Podlimbarski; Ljubljana Center, Smelt Olimpija.

## Vrste lastnih imen
Ločimo tri vrste lastnih imen:
- osebna lastna imena – imena bitij in bitjelikega (oseb, živali, verskih in bajeslovnih bitij);[2]
- zemljepisna lastna imena – imen krajev, delov zemeljskega površja, nebesnih teles.[1] Nadalje jih delimo na naselbinska in nenaselbinska;
- stvarna lastna imena – imena stvarnih danosti, npr.  ustanov, organizacij in podjetij, umetnostnih del.[1]